# День рождения Будды

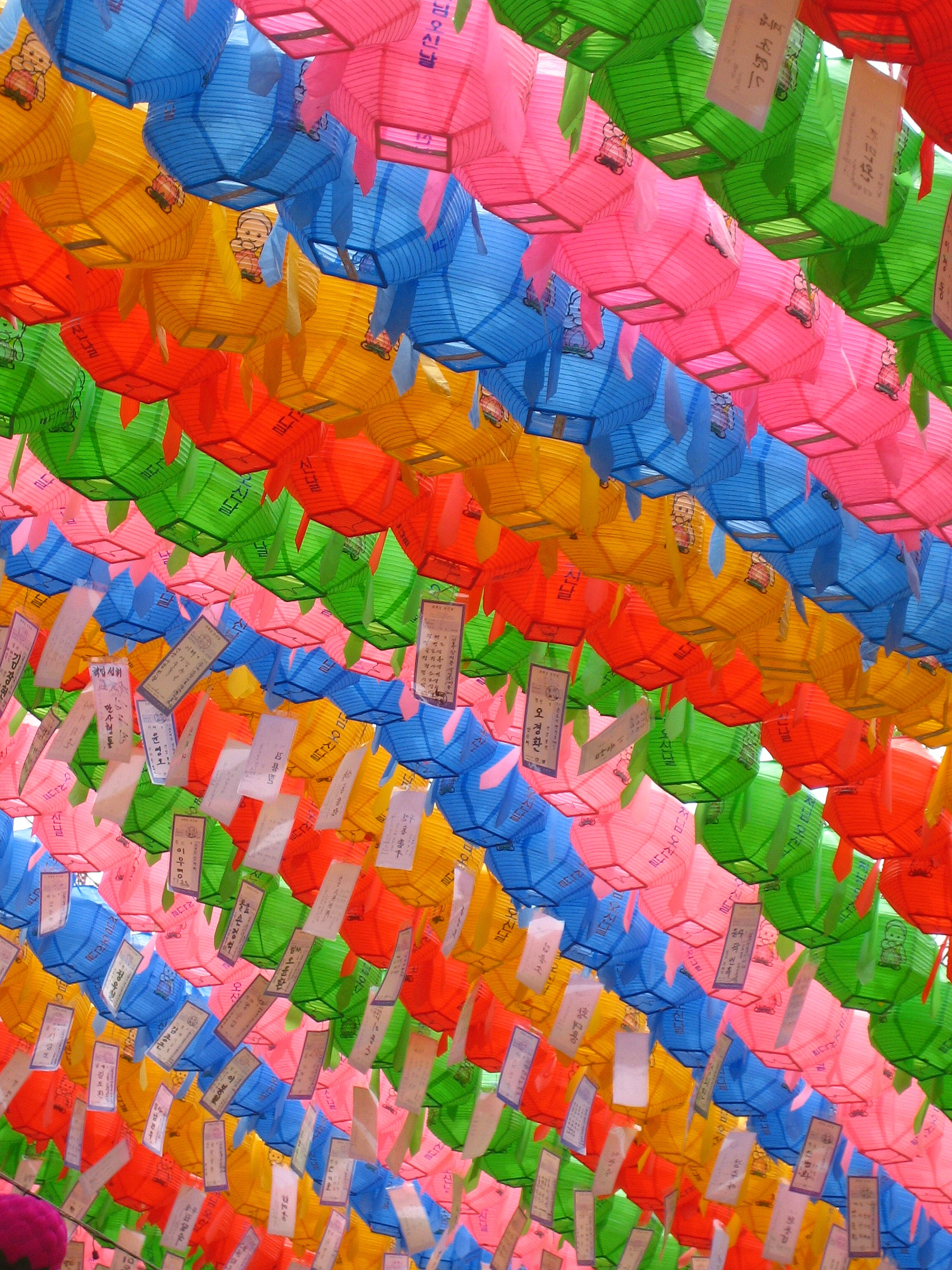
Праздник Лотосовых фонарей в Южной Корее

День рождения Будды (яп. 灌仏会 камбуцуэ; кит. трад. 佛诞, упр. 佛誕, пиньинь fó dàn, палл. фодань; кантонский: fātdáan, фатта: н; фатдан (вьет. Phật Đản); кор. 부처님 오신 날 Пучхоним осин наль) — праздник, посвящённый дню рождения Будды Гаутамы, отмечаемый буддистами традиции Махаяны и Тхеравады.

## Сроки проведения и названия
Во всех странах Восточной Азии, кроме Японии (начиная с 1873 года), праздник отмечается в 8-й день 4-го месяца по лунному календарю. В Таиланде, Вьетнаме, Макао, Сингапуре, Южной Корее — официальный праздник.
В странах Тхеравады аналогичным праздником является Весак, который, помимо дня рожденья Будды, включает в себя также день его пробуждения и Паринирваны. Весак празднуется каждый год в день полнолуния в мае или июне. Точная дата празднования Весака варьируется в зависимости от особенностей лунных календарей, которые используются в различных культурах. С точки зрения европейского григорианского календаря дата меняется от года к году, но всегда падает на май или июнь.
В период с 2003 по 2015 год День рождения Будды отмечается (в скобках приведены даты по тибетским календарям Цурпху и Пхугпа):
- 8 мая 2003 г. (9 мая 2003 г. / 7 июня 2003 г.)
- 26 мая 2004 г. (27 мая 2004 г. / 26 мая 2004 г.)
- 15 мая 2005 г. (16 мая 2005 г. / 15 мая 2005 г.)
- 5 мая 2006 г. (4 июня 2006 г. / 3 июня 2006 г.)
- 24 мая 2007 г. (24 мая 2007 г. / 23 мая 2007 г.)
- 12 мая 2008 г. (12 мая 2008 г. / 10 июня 2008 г.)
- 2 мая 2009 г. (31 мая 2009 г. / 30 мая 2009 г.)
- 21 мая 2010 г. (21 мая 2010 г. / 20 мая 2010 г.)
- 10 мая 2011 г. (11 мая 2011 г. / 8 июня 2011 г.)
- 28 апреля 2012 г. (29 мая 2012 г. / 28 мая 2012 г.)
- 17 мая 2013 г. (18 мая 2013 г. / 17 мая 2013 г.)
- 6 мая 2014 г. (6 июня 2014 г. / 5 июня 2014 г.)
- 25 мая 2015 г. (26 мая 2015 г. / 25 мая 2015 г.)

В Японии День рождения Будды постоянно отмечают 8 апреля, в новое время он получил название Фестиваль цветов — ханамацури (花祭).